# يزيد البكر
يزيد بكر البكر لاعب كرة قدم سعودي ويلعب في الظهير الأيمن و يلعب حالياً مع نادي التعاون السعودي.
```
لعب سابقاً في 
نادي الزلفي
 وانتقل إلى 
نادي الفيصلي
 في عام 2017 ومن ثم إلى النادي الاهلي السعودي في عام 2019 و انتقل إلى  
نادي التعاون
 في صيف 2021.
[
1
]
```

## روابط خارجية
- يزيد البكر على موقع قاعدة بيانات كرة القدم.إي يو (الإنجليزية)
- يزيد البكر على موقع Soccerway.com (الإنجليزية)